# Acronia roseolata
Acronia roseolata es una especie de escarabajo longicornio del género Acronia, tribu Pteropliini, subfamilia Lamiinae. Fue descrita científicamente por Breuning en 1947.
Se distribuye por Filipinas. Mide aproximadamente 20 milímetros de longitud. El período de vuelo de esta especie ocurre entre abril y agosto.